# Brixen (Italië)

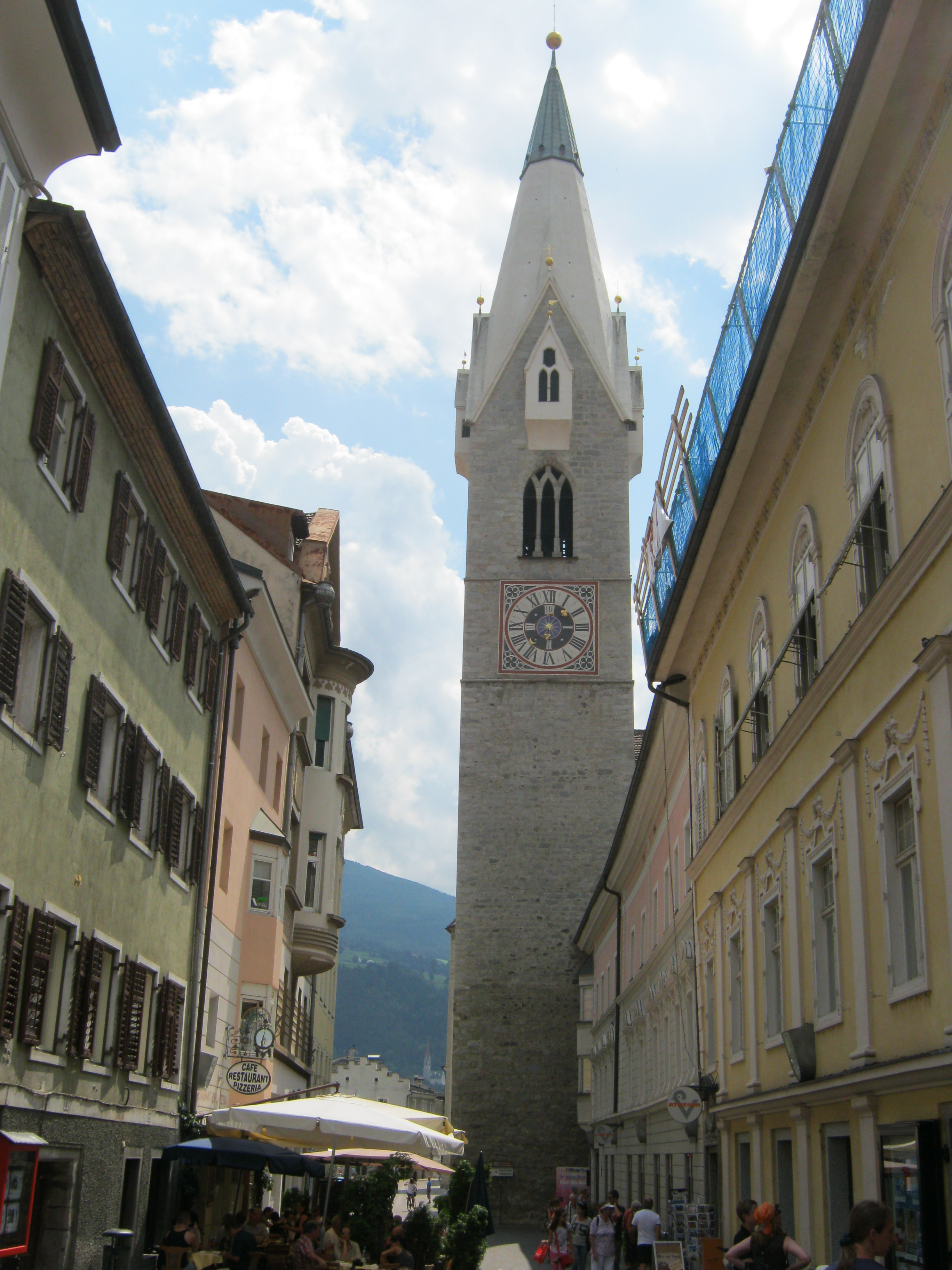
De witte toren in Bressanone

Brixen am Eisack (Italiaans: Bressanone, Ladinisch: Porsenù) is een stad en een gemeente in de Italiaanse autonome provincie Bozen-Zuid-Tirol. Het is na Bolzano en Meran de grootste stad in de provincie en heeft aan de Brennerspoorlijn ook een station Bressanone-Brixen.
De stad, vroeger voluit Brixen am Eisack geheten, ligt in het Eisacktal, ongeveer 40 km ten noorden van Bozen en 45 kilometer ten zuiden van de Brennerpas, die sinds 1919 de grens tussen Noord- en Zuid-Tirol en daarmee de grens tussen Oostenrijk en Italië vormt. In Brixen komen de rivieren Eisack en Rienz bij elkaar.
Van de bevolking heeft 73,1% Duits als moedertaal, 25,7% Italiaans en 1,2% Ladinisch.

## Geschiedenis
De stad werd in 901 gesticht, waarmee het de oudste stad van Tirol is. Gedurende vele eeuwen was de stad de zetel van het prinsbisdom Brixen, toen de zetel van Säben naar Brixen verplaatst werd, die in geheel Tirol invloed had. De belangrijkste bisschop is bisschop Poppo, die in 1048 tot paus Damasus II werd gekozen. Tegenwoordig behoort Brixen tot het bisdom Bozen-Brixen. Op 9 augustus 2008 werd de toenmalige paus Benedictus XVI ereburger van Brixen.

## Bezienswaardigheden
- Kathedraal: Brixen is al sinds begin 10e eeuw een bisschopszetel. De oorspronkelijke ottoonse kathedraal werd vervangen door een romaans gebouw in de 12e eeuw. Later kwamen daar toevoegingen in gotiek en barokstijl bij. De kathedraal heeft een rijke schatkamer, waarin onder andere een zijden, byzantijns doek met adelaar (10e of 11e eeuw).

## Geboren
- Josef Schwammberger (1912-2004), oorlogsmisdadiger
- Reinhold Messner (1944), bergbeklimmer
- Günther Messner (1946-1970), bergbeklimmer
- Denise Karbon (1980), alpineskiester
- Roland Fischnaller (1980), snowboarder
- Christian Obrist (1980), atleet
- Johanna Schnarf (1984), alpineskiester
- Karin Oberhofer (1985), biatlete
- Aaron March (1986), snowboarder
- Silvia Bertagna (1986), freestyleskiester
- Gerhard Kerschbaumer (1991), mountainbiker
- Alexia Runggaldier (1991), biatlete
- Dominik Fischnaller (1993), rodelaar
- Evelyn Insam (1994), schansspringster
- Daniele Bagozza (1995), snowboarder
- Nicol Delago (1996), alpineskiester
- Eva Schatzer (2005), voetbalster